# Waschhaus (Antrain)

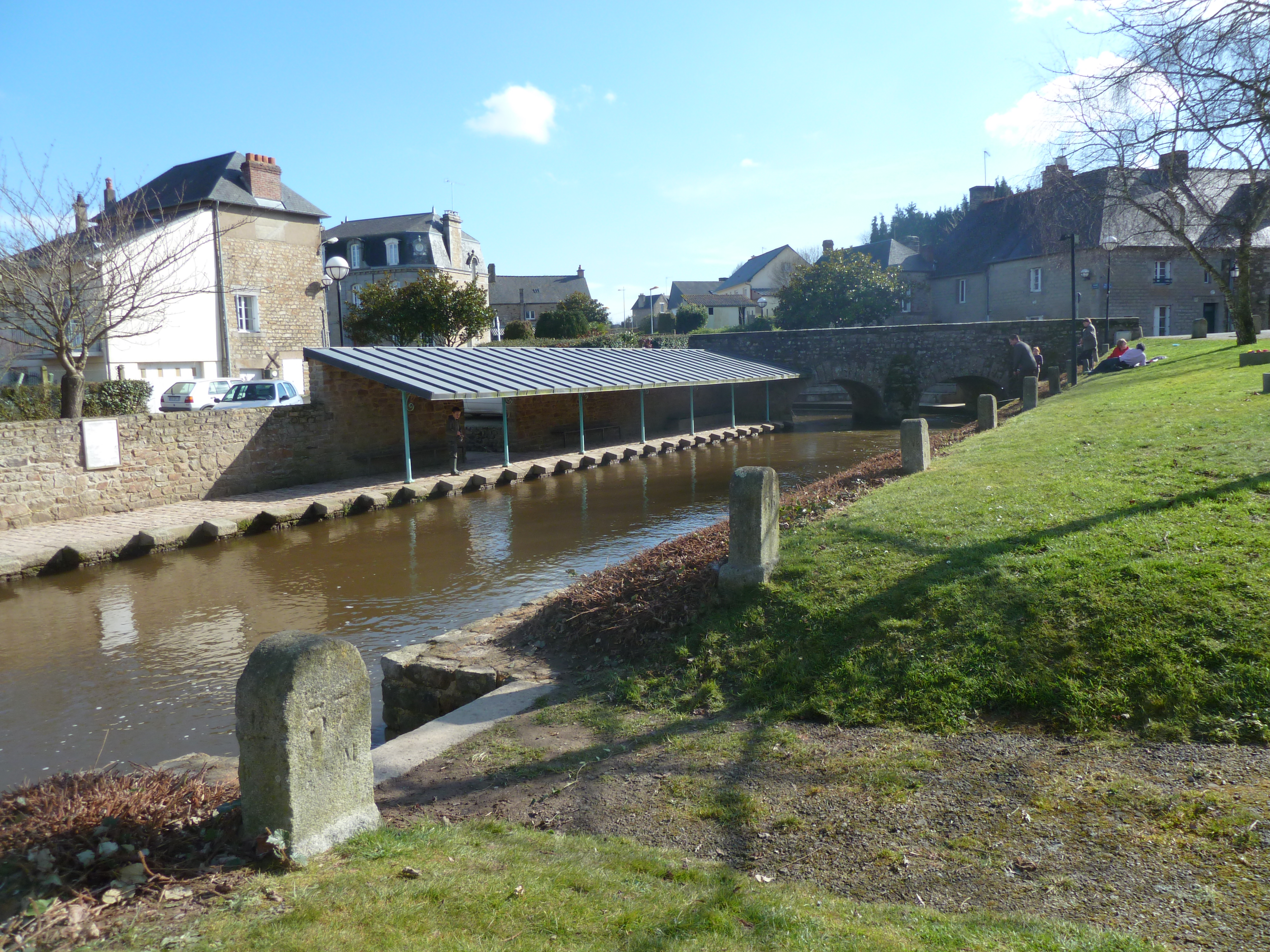
Waschhaus in Antrain

Das Waschhaus (französisch lavoir) in Antrain, einem Ortsteil der französischen Gemeinde Val-Couesnon im Département Ille-et-Vilaine in der Region Bretagne, wurde ursprünglich im 17. Jahrhundert errichtet im 18. und 20. Jahrhundert verändert.  
Das öffentliche Waschhaus im Quartier de Loysance besteht aus einer Bruchsteinmauer und sechs Gusseisenstützen mit Pultdach, das mit Zink gedeckt ist. Das Waschhaus, das bis in die 1970er Jahre genutzt wurde, ist direkt an den Fluss Loisance gebaut.